# Législation allemande sur les licences routières
La législation allemande sur les licences routières (StVZO pour Straßenverkehrs-Zulassungs-Ordnung) est une ordonnance du gouvernement fédéral, édictée par le ministère fédéral des Transports, de construction et du logement, sur la base de l'article 6 de la législation allemande sur la circulation routière.
Avec le Straßenverkehrsordnung (StVO), le StVZO a gouverné jusqu'en 1998 des zones entières du droit de la route. Le StVZO est maintenant abrogé et remplacé par d'autres règlements. 
La première étape a été la révision des articles 1 à 15 de la partie A (admission de personnes dans les transports routiers). 
Cette section a été modifiée par le règlement sur l'admission de personnes dans le trafic routier que le règlement de conduite (FeV) du 1er janvier 1999 a abrogé et remplacé.
La deuxième étape a été au niveau de l'immatriculation des véhicules automobiles sur les routes publiques avec les articles 24 à 28 de la partie II et les annexes I à VII de la StVZO, qui au premier mars 2007 ont été touchés avec les changements correspondants  qui ont été transférés dans le règlement d'immatriculation des véhicules ( Fahrzeug-Zulassungsverordnung ou FZV).
Une réglementation sur les licences de véhicules (FGV ou Fahrzeug-Genehmigungs-Verordnung) et un règlement des opérations de véhicules (FBV ou  Fahrzeug-Betriebs-Verordnung) ont été élaborés, bien que les discussions soient toujours ouvertes. L'introduction de ces nouvelles réglementations devrait abolir le StVZO.